# 타리보 웨스트
타리보 웨스트(영어: Taribo West, 1974년 3월 26일 ~ )는 나이지리아의 목사이자 전직 축구 선수로, 포지션은 수비수였다. 그는 다채롭고 독특한 헤어스타일로 잘 알려져 있다.
프랑스 축구의 오세르 소속으로 여러 주요 대회를 제패한 뒤, 웨스트는 이탈리아의 양대 밀라노 구단인 인테르나치오날레 밀라노와 AC 밀란에서 활약했으며, 잉글랜드와 독일의 최상위 리그에서도 뛰었다.
국가대표팀에서는 1994년부터 2005년까지 나이지리아 국가대표로 42경기에 출전했으며, 두 차례의 FIFA 월드컵과 아프리카 네이션스컵에 참가했다. 또한 1996년 하계 올림픽에도 출전하여 금메달을 획득했다.

## 구단 경력

### 오세르
1993년 초 성공적인 입단 테스트를 마친 후, 웨스트는 기 루가 이끄는 프랑스의 오세르에 합류했다. 그는 1993년 9월 15일, 테네리페와의 UEFA컵 경기에서 2–2로 비긴 경기에서 벤치에 앉았으나, 데뷔 전을 치르지는 못했다. 이후 1994년 3월 5일, 툴루즈와의 원정 리그 경기에서 0–0으로 비긴 경기에서 처음으로 공식 경기에 출전했다. 웨스트는 다음 시즌 주전 선수로 자리 잡으며 모든 대회를 통틀어 31경기에 출전했다. 1995–96년 시즌에는 로랑 블랑, 사브리 라무시 등과 함께 오세르가 구단 역사상 처음으로 리그 우승을 차지하는 데 기여했다. 이들은 또한 프랑스 컵도 우승하며 더블을 달성했다. 이후 웨스트는 1996-97년 UEFA 챔피언스리그에서 7경기에 출전했으며, 팀은 최종 우승팀인 보루시아 도르트문트에게 8강에서 탈락했다.

### 인테르나치오날레 밀라노
1997년 6월, 웨스트는 이탈리아의 인테르나치오날레 밀라노로 이적하여 4년 계약을 체결했다. 그는 1997년 9월 3일, 포자와의 코파 이탈리아 경기에서 1–0으로 승리한 경기에서 구단 소속으로 공식 데뷔 전을 치렀다. 이후 1997년 11월 9일, 아탈란타와의 세리에 A 경기에서 2–1로 승리하며 인테르에서의 첫 골을 기록했다. 그는 또한 1997-98년 UEFA컵 8강전에서 샬케 04를 상대로 연장전 결승골을 넣기도 했다. 결국 인테르는 호나우두와 이반 사모라노가 이끄는 가운데 이 대회에서 우승을 차지했으며, 웨스트는 결승전 라치오와의 경기에서 퇴장을 당했다. 다음 시즌, 웨스트는 리그에서 21경기에 출전했으며, 구단은 UEFA 대회 출전권을 확보하지 못했다. 그는 1999–2000년 시즌에는 세 차례 교체 명단에 포함되었으나, 단 한 경기도 출전하지 못했다.

### AC 밀란
2000년 겨울 이적 시장에서 웨스트는 인테르나치오날레 밀라노의 시내 라이벌인 AC 밀란으로 이적했다. 그는 2000년 3월 24일, 유벤투스를 상대로 한 2–0 승리 경기에서 안드리 셰우첸코와 교체되어 추가 시간에 투입되며 구단 데뷔 전을 치렀다. 2000년 5월 14일에는 우디네세를 상대로 한 4–0 승리 경기에서 밀란 소속으로 자신의 유일한 골을 기록했다.

## 국가대표팀 경력
웨스트는 1993년 아프리카 청소년 선수권 대회에서 나이지리아 U-20 국가대표팀의 일원이었다. 이후 그는 1994년 5월 5일, 스웨덴과의 경기에서 3–1로 패한 경기를 통해 A매치 데뷔 전을 치렀으며, 나이지리아 국가대표팀으로 총 42경기에 출전했다. 웨스트는 1996년 하계 올림픽에서 금메달을 차지한 올림픽 국가대표팀의 일원이기도 했으며, 대회 전 경기에 풀타임으로 출전했다. 그로부터 2년 뒤, 그는 제이제이 오코차, 느왕쿼 카누 등과 함께 1998년 FIFA 월드컵 22인 엔트리에 이름을 올렸다. 나이지리아는 이 대회에서 16강까지 진출했으나, 덴마크에게 패하며 탈락했다.
2000년 아프리카 네이션스컵에서 웨스트는 나이지리아의 모든 경기에서 90분 풀타임을 소화했으며, 팀은 결승에서 카메룬에 패해 준우승을 차지했다. 그는 또한 2002년 아프리카 네이션스컵에도 출전하여 나이지리아가 3위를 차지하는 데 기여했다. 웨스트는 같은 해 열린 2002년 FIFA 월드컵에도 출전했으며, 이른바 "죽음의 조"에서 두 경기에 출전했다. 나이지리아는 스웨덴, 잉글랜드, 아르헨티나에 이어 조 최하위를 기록하며 조별 리그에서 탈락했다. 대회 이후, 나이지리아 국가대표팀의 감독 페스투스 오니그빈데는 웨스트가 자신의 지시를 "무시했다"고 비난하며 팀의 실패 원인 중 하나로 지목했다.
2004년 1월, 웨스트는 국가대표팀 훈련 중 부상을 입어 아프리카 네이션스컵에 출전하지 못하게 되었다. 그는 2005년 8월 17일, 리비아와의 친선경기를 통해 나이지리아 국가대표팀에 복귀했으며, 이 경기가 그의 마지막 출전 경기였다.